# Großer Bunkerberg
Der Große Bunkerberg im Volkspark Friedrichshain ist mit 78 m die höchste Erhebung des Bezirkes Friedrichshain-Kreuzberg in Berlin. Sein Nachbar ist der Kleine Bunkerberg (Lage) mit 68 m Höhe.

## Geschichte
Ihre Namen erhielten die Hügel, da sich in ihrem Inneren die Überreste der beiden Friedrichshainer Flaktürme befinden. Am Standort des Großen Bunkerbergs befand sich der Gefechtsturm mit Abmessungen von ca. 70 × 70 m Grundfläche bei einer Höhe von ca. 39 m, von dem noch Teile zu erkennen sind. Der Kleine Bunkerberg bedeckt die Reste des Feuerleitturmes, welcher mit gleicher Höhe jedoch mit einer Grundfläche von ca. 23 × 50 m ausgeführt wurde. Dort waren bedeutende Gemälde der Berliner Gemäldegalerie eingelagert, von denen vermutlich 434 im Mai 1945 unter ungeklärten Umständen verbrannten (siehe auch Kriegsverluste der Gemäldegalerie).
Die Erhebungen sind typische Berliner Trümmerberge. Nachdem die versuchte Sprengung der Flaktürme durch die Rote Armee im Juni 1946 nicht den gewünschten Erfolg gebracht hatte, wurden mit der Berliner Trümmerbahn ca. 2,1 Mio. m³ Schutt um sie herum angehäuft, was den Erhebungen den Namen Mont Klamott einbrachte.

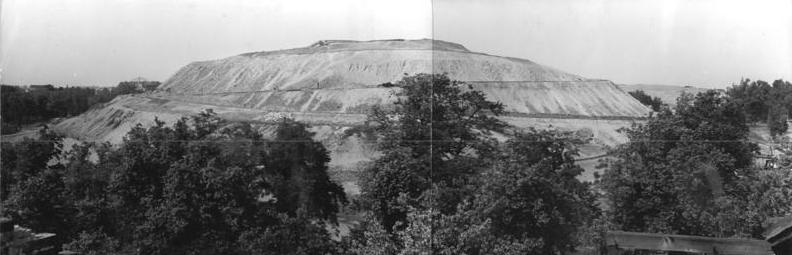
Fertig überschütteter Bunker im Friedrichshain, 1950

Der Große Bunkerberg ist heute dicht bewaldet. Zum Gipfel des Berges führen einige Wanderwege, die in einer Aussichtsplattform als Rundbau münden. Auf der Brüstung des Rundbaus sind in der jeweiligen Himmelsrichtung mehrere Sehenswürdigkeiten und Stadtteile im Umkreis eingraviert, die jedoch aufgrund der dichten Bewaldung kaum noch zu erkennen sind.

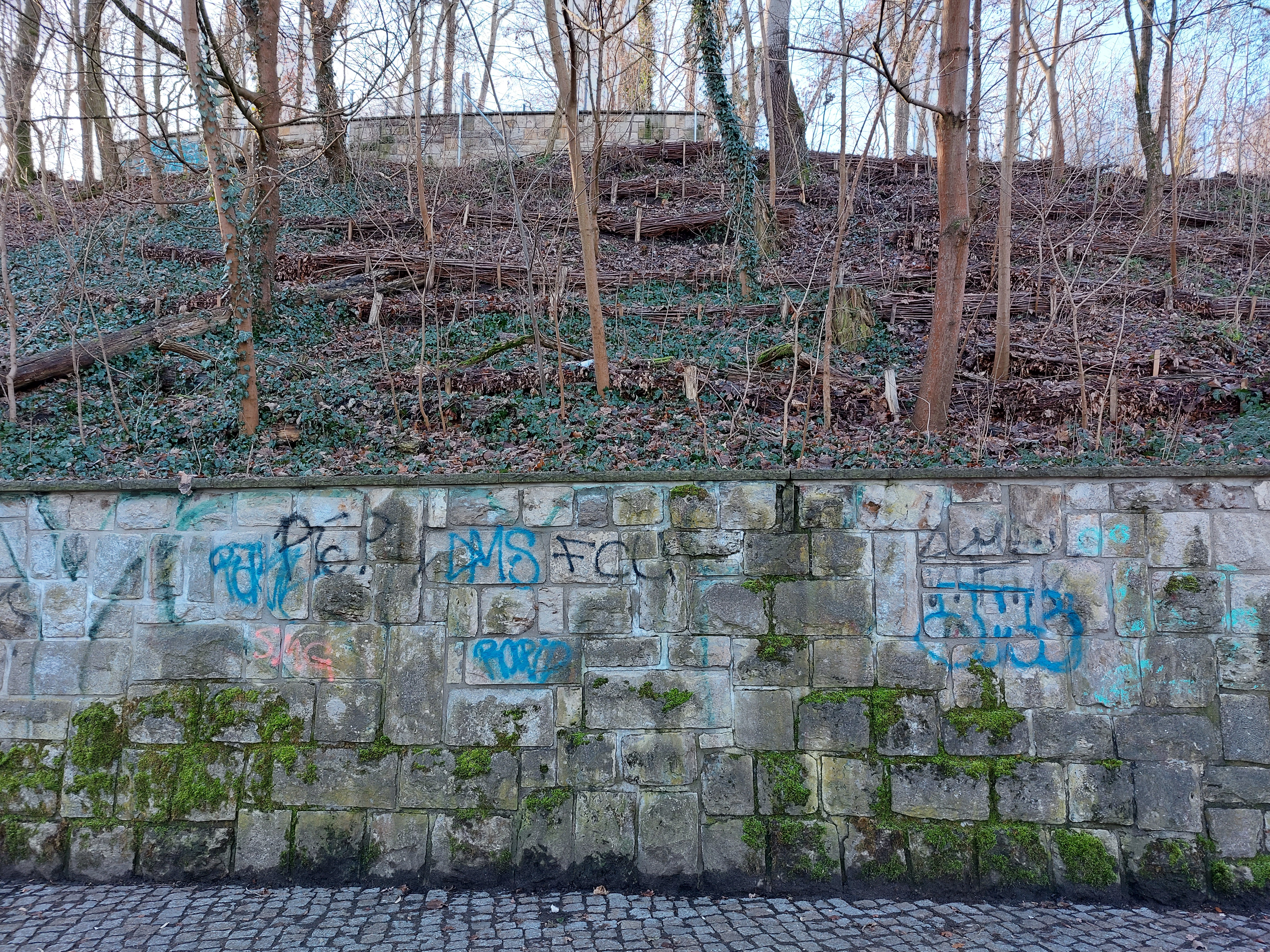
Großer Bunkerberg, Blick zur Aussichtsplattform
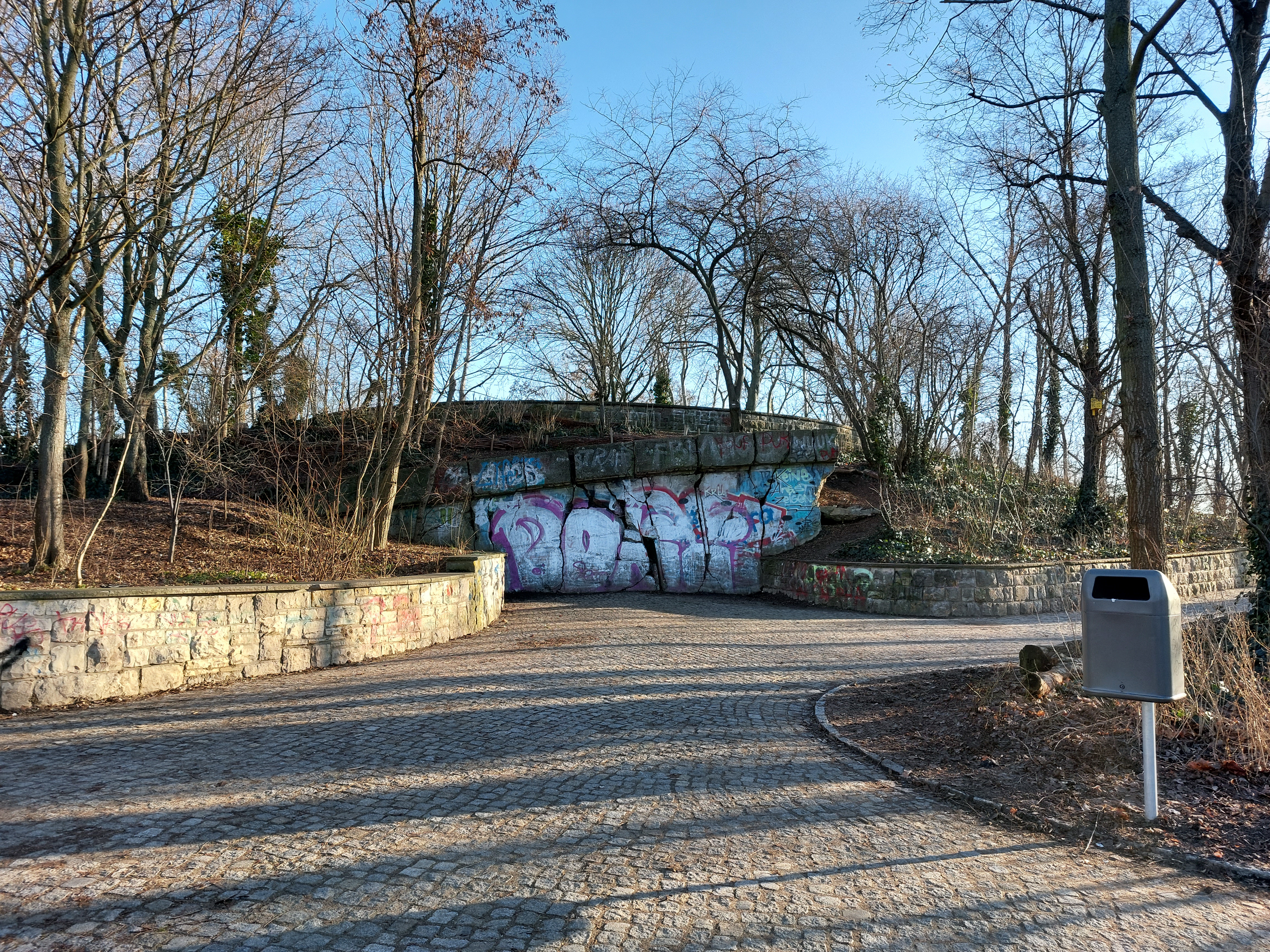
In der Bildmitte Reste der Flaktürme, darüber die Aussichtsplattform
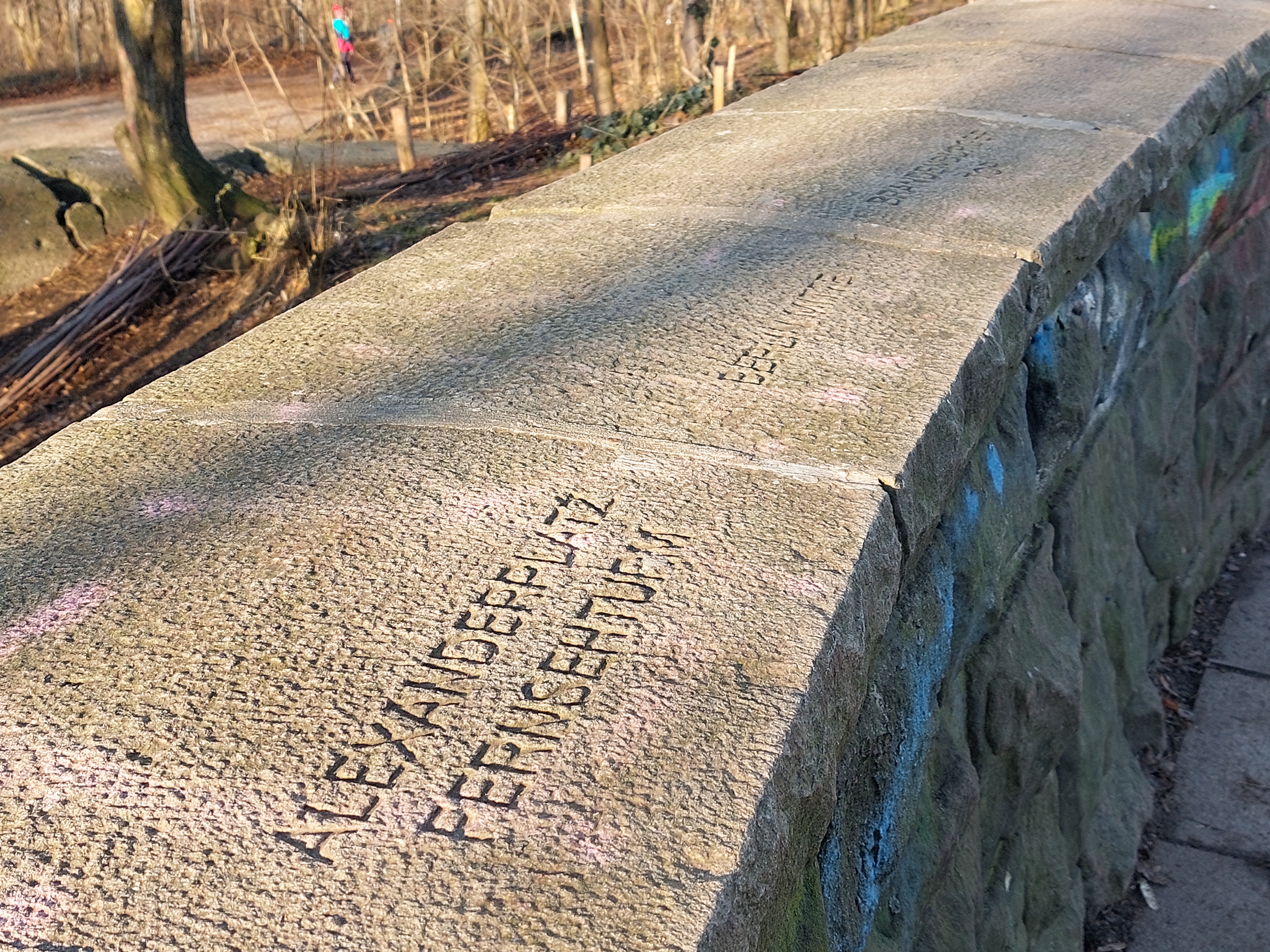
Inschriften auf der Brüstung der Plattform

## Künstlerische Bezüge
Um 1952/1953 malte Dagmar Glaser-Lauermann das Bild Am Mont Klamott (Gouache).

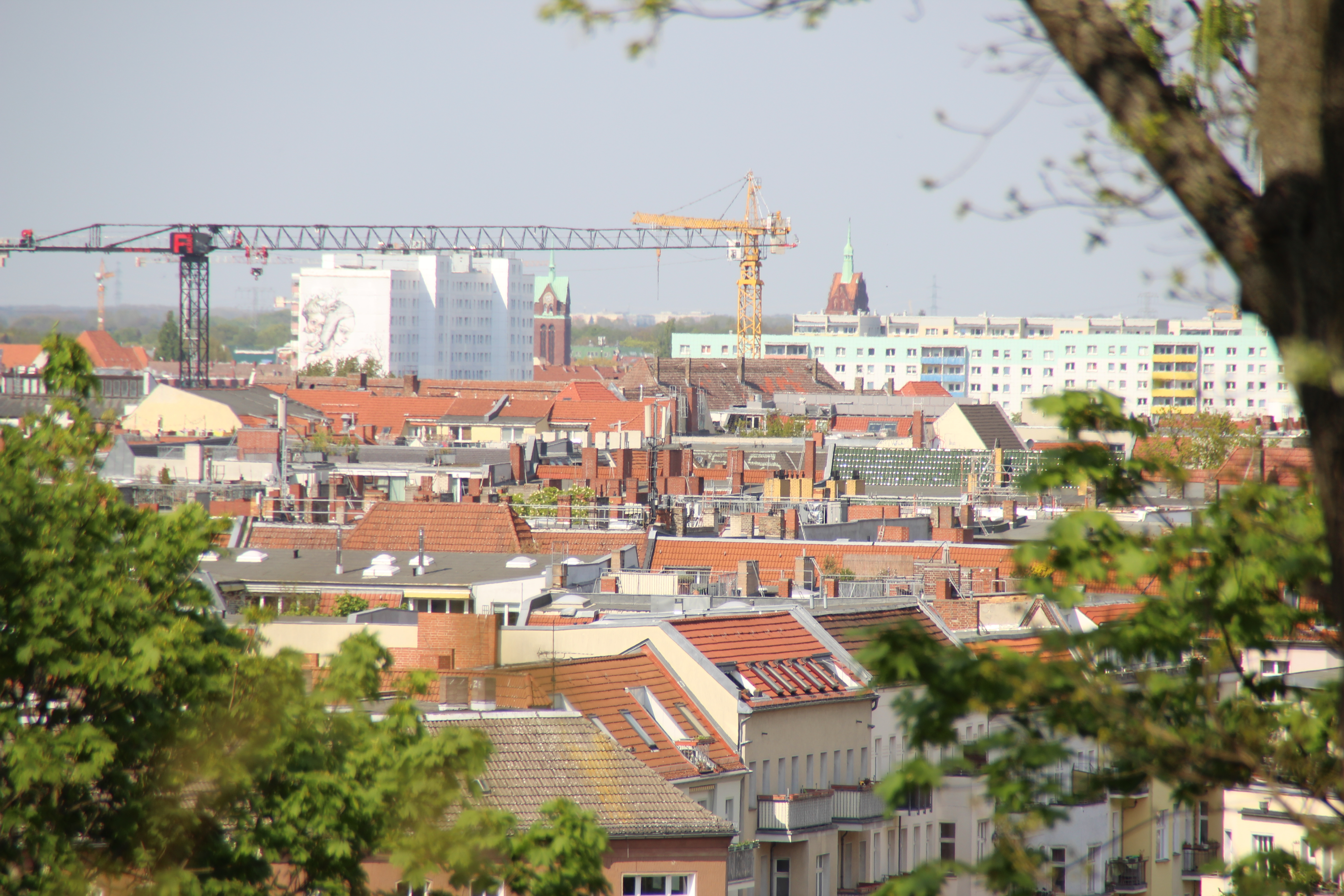
Eine der wenigen Aussichten vom weitestgehend bewaldeten Gipfel des Bunkerberges

1968 veröffentlichte Wolf Biermann auf seiner Schallplatte Chausseestrasse 131 das Lied Frühling am Mont Klamott.
Im Jahre 1973 wurde eine Szene des bekannten DEFA-Films Die Legende von Paul und Paula auf dem Berg gedreht.
Im Jahre 1983 setzte die Band Silly auf dem Album Mont Klamott mit der gleichnamigen Single dem Berg ein musikalisches Denkmal. In dem Lied schildert die Sängerin, wie sie sich mit einer alten Frau im Volkspark Friedrichshain unterhält und dabei die Stadtväter für die Schaffung dieses Parks lobt. Daraufhin entgegnet die Frau: „Lass sie ruhn, die Väter dieser Stadt. Die sind so tot seit Deutschlands Himmelfahrt. Die Mütter dieser Stadt hab’n den Berg zusamm’gekarrt.“
1998 wurde das Buch Tilla von Mont Klamott von Martina Dierks veröffentlicht. Die Geschichte spielt zum großen Teil in Friedrichshain zur Nachkriegszeit.

## Film
- Der Volkspark Friedrichshain – Mont Klamott. Dokumentarfilm, Deutschland, 2013, 43:30 Min., Buch und Schnitt: Simone Dobmeier und Torsten Striegnitz, Regie: Torsten Striegnitz, Produktion: Studio Mitte, rbb, Reihe: Geheimnisvolle Orte, Erstsendung: 19. November 2013 bei rbb, Inhaltsangabe  von rbb.